# المشرف باتل
المشرف باتل (بالإنجليزية: Superintendent Battle) هو محقق شرطة من إنشاء وتأليف الكاتبة الإنجليزية أجاثا كريستي وقد ظهر في الروايات التالية:
- أسرار المداخن (1925)
- لغز الأقراص السبعة (1929)
- الورق على الطاولة (1936)
- الجريمة سهلة (1939)
- ساعة الصفر (1944)